# Selección de fútbol playa de Brasil
La Selección de fútbol playa de Brasil representa a Brasil en las competiciones internacionales de fútbol playa y está controlada por la Confederación Brasileña de Fútbol. Ha conquistado 7 de las 13 ediciones de la Copa Mundial de Fútbol Playa de FIFA y 9 de las 10 ediciones del sustituido Campeonato Mundial de Fútbol Playa perteneciente a la Beach Soccer Worldwide, además de haber ganado 8 Campeonatos de Fútbol Playa de Conmebol. Es considerada la máxima potencia del futbol playa mundial, siendo la selección con mejor rendimiento promedio en todas las competiciones oficiales de fútbol playa organizadas por la Conmebol y la FIFA. La selección al largo de su historia tiene una efectividad de 94% de partidos ganados (la mejor en el deporte) y tiene historial positivo contra todas las selecciones que ha enfrentado al largo de la historia. Actualmente ocupa la primera posición en el ranking mundial de la Beach Soccer Worldwide

## Estadísticas

### Copa Mundial de Fútbol Playa FIFA
| Copa Mundial de Fútbol Playa FIFA | Copa Mundial de Fútbol Playa FIFA | Copa Mundial de Fútbol Playa FIFA | Copa Mundial de Fútbol Playa FIFA | Copa Mundial de Fútbol Playa FIFA | Copa Mundial de Fútbol Playa FIFA | Copa Mundial de Fútbol Playa FIFA | Copa Mundial de Fútbol Playa FIFA |
| Año                               | Ronda                             | J                                 | G                                 | G+                                | P                                 | GF                                | GC                                |
| --------------------------------- | --------------------------------- | --------------------------------- | --------------------------------- | --------------------------------- | --------------------------------- | --------------------------------- | --------------------------------- |
| 2005                              | Tercer lugar                      | 5                                 | 4                                 | 0                                 | 1                                 | 39                                | 14                                |
| 2006                              | Campeón                           | 6                                 | 6                                 | 0                                 | 0                                 | 52                                | 16                                |
| 2007                              | Campeón                           | 6                                 | 5                                 | 1                                 | 0                                 | 43                                | 19                                |
| 2008                              | Campeón                           | 6                                 | 6                                 | 0                                 | 0                                 | 34                                | 15                                |
| 2009                              | Campeón                           | 6                                 | 6                                 | 0                                 | 0                                 | 47                                | 19                                |
| 2011                              | Subcampeón                        | 6                                 | 4                                 | 1                                 | 1                                 | 32                                | 28                                |
| 2013                              | Tercer lugar                      | 6                                 | 4                                 | 1                                 | 1                                 | 25                                | 14                                |
| 2015                              | Cuartos de final                  | 4                                 | 3                                 | 0                                 | 1                                 | 16                                | 11                                |
| 2017                              | Campeón                           | 6                                 | 6                                 | 0                                 | 0                                 | 38                                | 15                                |
| 2019                              | Cuartos de final                  | 4                                 | 3                                 | 0                                 | 1                                 | 32                                | 15                                |
| 2021                              | Cuartos de final                  | 4                                 | 2                                 | 0                                 | 2                                 | 18                                | 12                                |
| 2024                              | Campeón                           | 6                                 | 5                                 | 1                                 | 0                                 | 29                                | 18                                |
| 2025                              | Campeón                           | 6                                 | 6                                 | 0                                 | 0                                 | 30                                | 8                                 |
| Total                             | 13/13                             | 71                                | 59                                | 5                                 | 7                                 | 435                               | 204                               |

### Campeonatos Conjuntos (con la CONCACAF)
| Campeonatos Conjuntos (con la CONCACAF) | Campeonatos Conjuntos (con la CONCACAF) | Campeonatos Conjuntos (con la CONCACAF) | Campeonatos Conjuntos (con la CONCACAF) | Campeonatos Conjuntos (con la CONCACAF) | Campeonatos Conjuntos (con la CONCACAF) | Campeonatos Conjuntos (con la CONCACAF) | Campeonatos Conjuntos (con la CONCACAF) |
| Año                                     | Ronda                                   | J                                       | G                                       | G+                                      | P                                       | GF                                      | GC                                      |
| --------------------------------------- | --------------------------------------- | --------------------------------------- | --------------------------------------- | --------------------------------------- | --------------------------------------- | --------------------------------------- | --------------------------------------- |
| 2005                                    | Campeón                                 | 3                                       | 3                                       | 0                                       | 0                                       | 40                                      | 6                                       |
| 2007                                    | No participó                            | No participó                            | No participó                            | No participó                            | No participó                            | No participó                            | No participó                            |
| Total                                   | 1/2                                     | 3                                       | 3                                       | 0                                       | 0                                       | 40                                      | 6                                       |

### Campeonato de Fútbol Playa de Conmebol
| Campeonato de Fútbol Playa de Conmebol | Campeonato de Fútbol Playa de Conmebol | Campeonato de Fútbol Playa de Conmebol | Campeonato de Fútbol Playa de Conmebol | Campeonato de Fútbol Playa de Conmebol | Campeonato de Fútbol Playa de Conmebol | Campeonato de Fútbol Playa de Conmebol | Campeonato de Fútbol Playa de Conmebol |
| Año                                    | Ronda                                  | J                                      | G                                      | G+                                     | P                                      | GF                                     | GC                                     |
| -------------------------------------- | -------------------------------------- | -------------------------------------- | -------------------------------------- | -------------------------------------- | -------------------------------------- | -------------------------------------- | -------------------------------------- |
| 2006                                   | Campeón                                | 7                                      | 7                                      | 0                                      | 0                                      | 71                                     | 15                                     |
| 2008                                   | Campeón                                | 4                                      | 4                                      | 0                                      | 0                                      | 28                                     | 11                                     |
| 2009                                   | Campeón                                | 5                                      | 5                                      | 0                                      | 0                                      | 39                                     | 6                                      |
| 2011                                   | Campeón                                | 6                                      | 6                                      | 0                                      | 0                                      | 56                                     | 10                                     |
| 2013                                   | Tercer lugar                           | 5                                      | 4                                      | 0                                      | 1                                      | 41                                     | 23                                     |
| 2015                                   | Campeón                                | 6                                      | 5                                      | 0                                      | 1                                      | 48                                     | 18                                     |
| 2017                                   | Campeón                                | 6                                      | 6                                      | 0                                      | 0                                      | 51                                     | 14                                     |
| 2019                                   | Campeón                                | 6                                      | 6                                      | 0                                      | 0                                      | 59                                     | 13                                     |
| 2021                                   | Campeón                                | 6                                      | 6                                      | 0                                      | 0                                      | 35                                     | 13                                     |
| Total                                  | 9/9                                    | 51                                     | 49                                     | 0                                      | 2                                      | 428                                    | 123                                    |

### Copa América de Fútbol Playa
| Copa América de Fútbol Playa | Copa América de Fútbol Playa | Copa América de Fútbol Playa | Copa América de Fútbol Playa | Copa América de Fútbol Playa | Copa América de Fútbol Playa | Copa América de Fútbol Playa | Copa América de Fútbol Playa |
| Año                          | Ronda                        | J                            | G                            | G+                           | P                            | GF                           | GC                           |
| ---------------------------- | ---------------------------- | ---------------------------- | ---------------------------- | ---------------------------- | ---------------------------- | ---------------------------- | ---------------------------- |
| 2016                         | Campeón                      | 5                            | 5                            | 0                            | 0                            | 44                           | 10                           |
| 2018                         | Campeón                      | 6                            | 6                            | 0                            | 0                            | 47                           | 14                           |
| 2022                         | Subcampeón                   | 6                            | 5                            | 0                            | 1                            | 31                           | 14                           |
| 2023                         | Campeón                      | 6                            | 6                            | 0                            | 0                            | 55                           | 16                           |
| 2025                         | Campeón                      | 6                            | 5                            | 0                            | 1                            | 41                           | 22                           |
| Total                        | 5/5                          | 29                           | 27                           | 0                            | 2                            | 218                          | 76                           |

## Palmarés

### Selección absoluta
- Copa Mundial de Fútbol Playa de FIFA (7): 2006, 2007, 2008, 2009, 2017, 2024, 2025

Es la selección que más títulos posee de esta competición. 
- Campeonato Mundial de Fútbol Playa (BSWW) (9): 1995, 1996, 1997, 1998, 1999, 2000, 2002, 2003, 2004

Es la selección que más títulos posee de esta competición. 
- Mundialito de Fútbol Playa (15): 1994, 1997,  1999, 2000, 2001, 2002, 2004, 2005, 2006, 2007,2010, 2011, 2016, 2017, 2023

Es la selección que más títulos posee de esta competición. 
- Copa América de Fútbol Playa (4): 2016, 2018, 2023, 2025

Es la selección que más títulos posee de esta competición
- Campeonato de Fútbol Playa de Conmebol (8): 2006, 2008, 2009, 2011, 2015, 2017, 2019, 2021

Es la selección que más títulos posee de esta competición. 
- Campeonato de Fútbol Playa de Concacaf-Conmebol (1):  2005

Es la selección que más títulos posee de esta competición junto con Estados Unidos.
- Copa Latina (9): 1998, 1999, 2001, 2002, 2003, 2004, 2005, 2006, 2009

Es la selección que más títulos posee de esta competición. 
- Copa Intercontinental de Fútbol Playa (3): 2014, 2016, 2017
- Juegos Suramericanos de Playa (5): 2009, 2011, 2014, 2019, 2023

Es la única selección que posee títulos en esta competición.
- Copa de las Naciones de Fútbol Playa (3): 2007, 2013 I, 2013 II

Es la única selección que posee títulos en esta competición.
- Liga Evolución de Fútbol Playa (4): 2017, 2018, 2019, 2022

Es la selección que más títulos posee de esta competición. 
- Juegos Mundiales de Playa (1): 2019

Es la única selección que posee títulos en esta competición.

### Selección sub-20
- Campeonato Sudamericano Sub-20 de Fútbol Playa (1): 2017

Es la selección que más títulos posee de esta competición junto con Argentina y Paraguay 

### Distinciones otorgadas
| Distinción                      | Año  |
| ------------------------------- | ---- |
| Premio Fair Play de la FIFA     | 2007 |
| Premio Fair Play de la FIFA     | 2015 |
| Premio Fair Play de la FIFA     | 2017 |
| Premio Fair Play de la Conmebol | 2018 |
| Premio Fair Play de la Conmebol | 2021 |
| Premio Fair Play de la FIFA     | 2021 |

## Jugadores
Convocados para disputar el Mundial de Fútbol Playa de 2025